# Знамя труда (газета, Тимашёвск)
«Зна́мя труда́» — общественно-политическая газета  Тимашёвского района Краснодарского края. Выходит три раза в неделю, тираж 6000 экземпляров. В газете публикуются материалы о значимых событиях Тимашёвска и Тимашёвского района, общественно-политические, экономические и культурные новости, официальные документы муниципальных образований, краеведческие материалы и т. д. В газете регулярно выходят тематические вкладки: «Казачьи вести», «Православный Тимашёвск», «Зеркало» (для молодёжи).

## История
Газета основана 21 октября 1930 года. Изначально называлась «Колхозное знамя» и стала первым в Тимашёвском районе печатным изданием. За время своего существования газета несколько раз меняла названия: 1962 г. — «Сельское хозяйство», 1964 г. — «Сельское Приазовье». С 1 апреля 1965 г. газета начинает выходить под её нынешним названием «Знамя труда» в качестве печатного органа тимашёвского райкома КПСС и районного Совета народных депутатов.
С 27 августа 1991 года издание является общественно-политической газетой Тимашёвского района Краснодарского края.

## Собственники и руководство
- Администрация муниципального образования Тимашёвский район
- ГУП КК Редакция газеты «Знамя труда»
- ГУП КК Газетное издательство «Периодика Кубани»

C 2015 года и по настоящее время главный редактор газеты «Знамя труда» — Инна Александровна Денисенко.

## Награды
- Победитель Всероссийского фестиваля СМИ «Вся Россия» в номинации «Районная (городская) газета».

- Дипломант конкурса Союза журналистов России в номинации «Наиболее значимая общественно-политическая или социальная акция» за акцию «В поход за справедливость».

- Лауреат Международного фестиваля журналистов за журналистскую акцию «Жизнь и ПДД».

- За усердные труды во славу Православной церкви редакция «Знамени труда» награждена Архиерейской грамотой митрополита Екатеринодарского и Кубанского Исидора.

Кроме того, журналисты редакции газеты «Знамя труда» имеют множество персональных наград за творческие успехи в конкурсах самых разных уровней. Звания «Заслуженный журналист Кубани» удостоены пять сотрудников редакции.